# 塞尔维亚死刑制度
塞尔维亚於1804年建國時即有死刑制度。2002年2月26日，塞尔维亚议会通过了从《刑法》中废除死刑的修正案。最后一次枪决是在1992年2月14日，最后一次死刑判决是在2001年宣布的。塞尔维亚是受以下国际公约禁止死刑（批准的日期在圆括号中）：《公民权利和政治权利国际盟约第二项任择议定书》（2001年9月6日）和欧洲人权公约6号和13号协议（2004年3月3日）。根据《塞尔维亚宪法》（2006年）第24条:“人的生命不可侵犯。塞尔维亚共和国不实行死刑”。

## 历史

### 塞尔维亚，1804-1914年
在19世纪的头几十年，死刑在塞尔维亚被广泛用于各种犯罪，包括谋杀、盗窃、政治犯罪、杀婴，甚至婚外性关系。
直到1858年，不同的处决方式被使用，有射击、绞刑、轮刑、“致命的挑战”（两列人面对面，用桦棍攻击在他们中间跑过的人）和斩首。在最开始的时候，有一些穿刺的案例。在1842年，杀人犯受到“同态复仇”的惩罚，这意味着杀人犯要以同样的方式被杀（通常是用同样的武器）。此外，被处决罪犯的尸体几乎总是装在轮子上公开展示，并在那里保存一段时间，或直到“完全腐烂”。1858年，射击成为唯一合法的处决方式，而展示尸体的做法也停止了。
根据1860年通过的《塞尔维亚第一部刑法》，死刑应在公开场合以枪决的方式执行，而被处决的尸体应立即在处决地点埋葬。该法典包括16种死罪，包括各种形式的谋杀和抢劫导致死亡，以及叛国。然而，1863年，对偷窃和某些其他罪行又重新引入了死刑。对偷窃的死刑直到1902年才被废除。1905年，贝尔格莱德的死刑不再公开（罪犯在公众不常去的地方被秘密处决），但在全国其他城镇，死刑仍然公开（直到1930年），成千上万的观众聚集在一起观看处决。
死刑的定期统计始于1889年。在此之前，可靠的数据只存在几年。例如，1844年有62人被判死刑（50人被执行死刑），1857 - 87年（10人）、1868 - 64年（36人）和1887 - 34年（23人）。1883年，大规模反抗政府的一年，117人（大部分是叛乱分子）被判处死刑，47人被处决。据官方统计，在1889年至1914年的25年间，有600人被判死刑，344人被执行死刑。

### 南斯拉夫，1918–1941年
1918年南斯拉夫成立时，在这个新国家的不同地区仍然实行不同的法律制度。在西北各省（波斯尼亚-黑塞哥维那、克罗地亚、斯洛文尼亚和伏伊伏丁那），处决是在一个封闭空间内进行絞刑，公众出席的人数受到限制。在该国的其他地区（塞尔维亚、科索沃、黑山和马其顿），死刑是通过枪决和公开处决的。在全国推行单一刑法时（1929年），绞刑仍然是唯一合法的处决方式，军事法庭的判决除外，军事法庭的判决是枪决。
判处死刑的犯罪主要原因是导致死亡的谋杀和抢劫，以及恐怖主义。被判处死刑的恐怖分子主要是共产党人以及克罗地亚、马其顿和阿尔巴尼亚族的分离主义分子。
根据官方统计，从1920年到1940年，塞尔维亚共有459人被判处死刑，232人被执行死刑（平均每年22人被判处死刑，11人被执行死刑）。在同一期间，整个南斯拉夫有904人被判刑，291人被处决（每年43人和14人）。

### 南斯拉夫，1945-1991年
在第二次世界大战结束后的头几年里，每天都有大量的通敌者和战犯被判处死刑，但也有"人民的敌人"，即所有反对新共产主义政权的人被判处死刑。没有可靠的数据，但似乎有可能在1951年以前南斯拉夫有多达10 000个死刑判决，其中大多数已被执行。在同一时期，塞尔维亚肯定有几千人被判处死刑和执行死刑。除了政治犯罪，死罪还包括盗窃政府财产，以及严重谋杀和抢劫。在1959年之前，根据法庭对每一案件的判决，死刑要么是枪决，要么是绞刑，尽管绞刑被认为是一种加重的形式，使用的频率较低。在战后的最初几年，主要战犯的处决常常是公开的。1950年以后，死刑判决的数量急剧下降。根据官方统计，从1950年至1958年，南斯拉夫有229人被判处死刑，塞尔维亚有122人。没有公布关于处决的官方数据，但可以有把握地假设，大约三分之二的死刑已被执行。
1959年的改革使得刑事司法系统变得不那么严格。减少死刑，取消财产犯罪的死刑。绞刑被废除，唯一合法的处决方式仍然是射击，由8名警察组成的一排执行，其中只有一半的人携带装有实弹的步枪。不能公开执行死刑。从1959年到1991年，南斯拉夫平均每年有两到三例死刑，塞尔维亚约有两例（南斯拉夫70%以上的死刑判决是由塞尔维亚法院判决的）。

### 1991年后的塞尔维亚
从1992年4月起，塞尔维亚成为南斯拉夫联邦共和国的一部分，南斯拉夫联邦共和国由塞尔维亚和黑山两个联邦单位组成。1991年至2002年，塞尔维亚法院判决了19项死刑，但没有一项被执行。1992年2月14日，约翰·德罗兹德克在松博尔被处决。1988年，他因奸杀一名6岁女孩被判处死刑。

## 死刑废除
2002年2月26日，塞尔维亚议会修订了塞尔维亚《刑法》，删除了所有涉及死刑的内容。正如议会辩论中所强调的那样，废除这一制度的一个主要动机是当时的南斯拉夫联盟打算加入欧洲委员会。在废除死刑时，塞尔维亚有12人被判处死刑。他们的刑期被减为40年监禁。
2006年，塞尔维亚通过了新宪法。宪法第24条明确禁止制定死刑。

## 大众观点
2001年秋天，就在塞尔维亚废除死刑前不久，根据对926名公民的民意调查，一项关于对死刑态度的研究发现，受访者的意见各不相同。43%的人赞成死刑，43%的人反对死刑，14%的人尚未决定。自2007年以来，每年对约1000名具有代表性的公民进行的民意调查证实了这一结果。赞成和反对死刑的人仍然势不两立，但每年都有细微的差别，就像跷跷板：一年多数人赞成死刑，而下一年大多数人反对死刑(见下表)。
自2012年以来，这种情况发生了变化，每年大多数人都支持死刑。
| 年份        | 反对死刑（%） | 支持死刑（%） |
| ----------- | ------------- | ------------- |
| 2002        | 50            | 50            |
| 2007        | 56            | 44            |
| 2008        | 48            | 52            |
| 2009        | 52            | 48            |
| 2010        | 47            | 53            |
| 2011        | 53            | 47            |
| 2012        | 49            | 51            |
| 2013（3月） | 43            | 57            |
| 2013（9月） | 47            | 53            |
| 2014        | 30            | 70            |
| 2015        | 38            | 62            |
| 2016        | 30            | 70            |
| 2017        | 32            | 68            |
| 2018        | 30            | 70            |
| 2019        | 30            | 70            |
| 2020        | 36            | 64            |